# Jan van der Hoeven

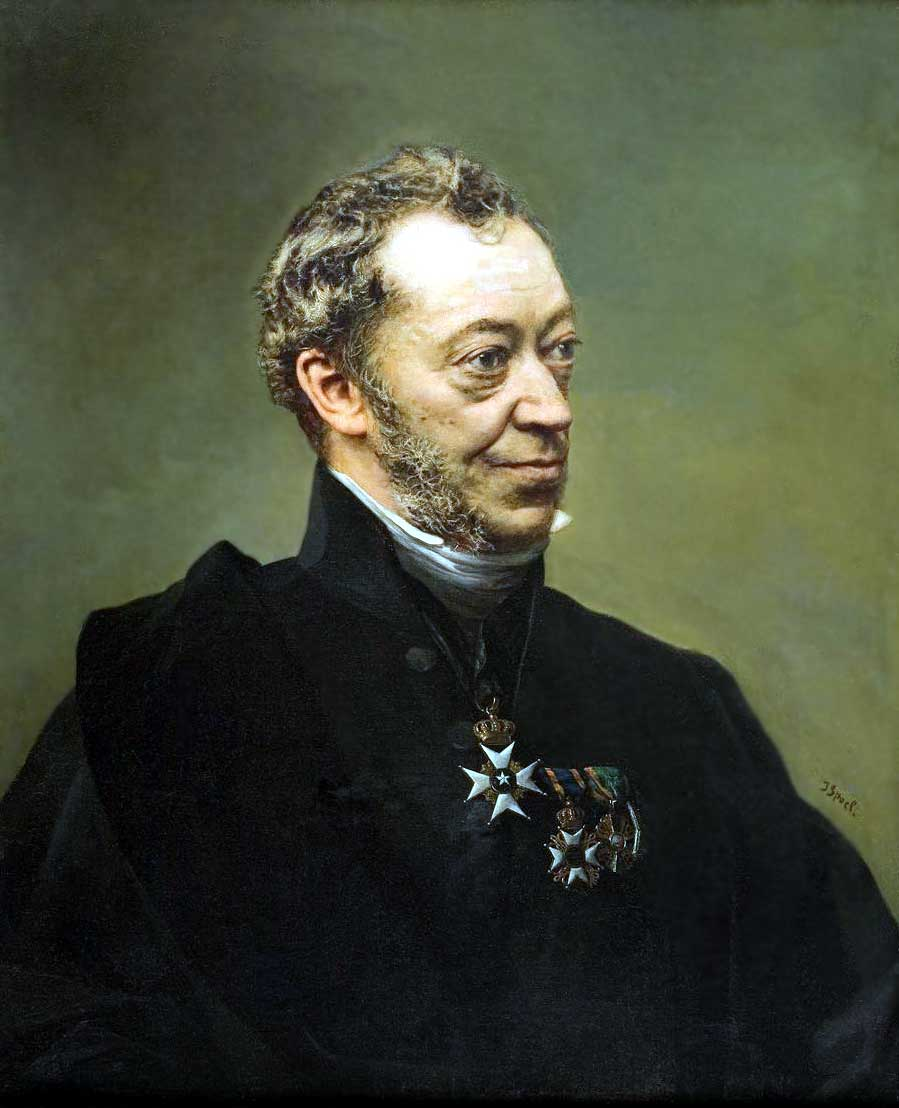
Jan van der Hoeven (Koll. Universität Leiden)

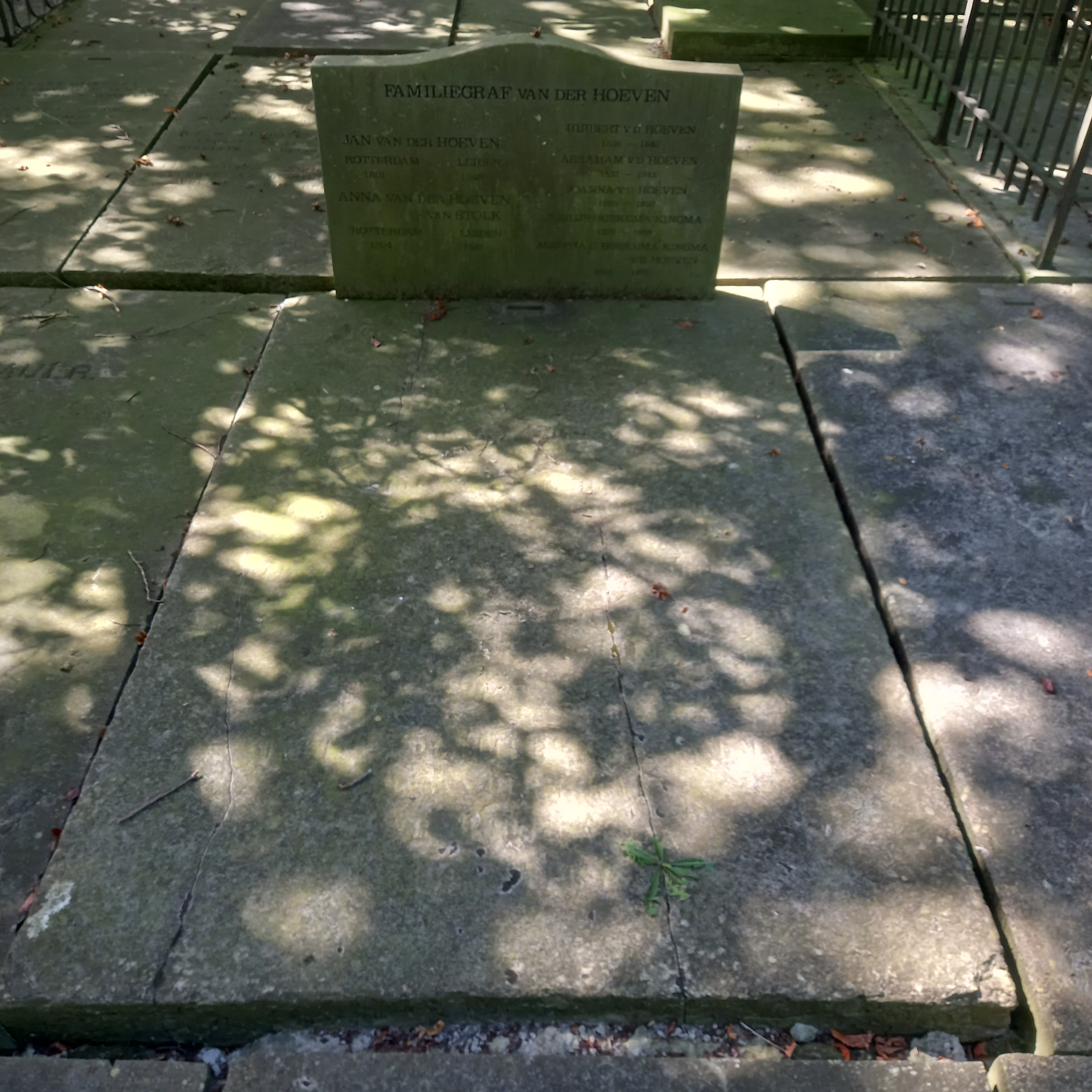
Das Grab von Jan van der Hoeven und seiner Ehefrau Anna van Stolk im Familiengrab auf dem Friedhof Groenesteeg in Leiden

Jan van der Hoeven (* 9. Februar 1801 in Rotterdam; † 10. März 1868 in Leiden) war ein niederländischer Naturforscher. Sein offizielles botanisches Autorenkürzel lautet „Hoeven“.

## Leben und Wirken
Jan van der Hoeven (spr. hufen) stammte aus einer wohlhabenden Rotterdamer Kaufmannsfamilie und war der jüngere Bruder des Mediziners Cornelis van der Hoeven. Er begann 1819 ein Studium der Naturwissenschaften und Medizin an der Universität Leiden. Später absolvierte er weitere Studien an der Universität Utrecht, der Universität Groningen und erwarb sich in Leiden im November 1822 mit der Abhandlung de Sceleto piscium den akademischen Grad eines Doktors der Philosophie. Im selben Monat seiner Promotion nahm ihn die Leopoldinische-Carolingische Akademie zu ihrem Mitglied auf. Kurz darauf wurde er Kustus am Reichsmuseum für Naturgeschichte in Leiden. 1824 promovierte er mit der Abhandlung Dissertatio pathologica inaug. de Morbis aurium auditusque zum Doktor der Medizin. Danach absolvierte er eine Bildungsreise die ihn an die Sorbonne (Paris) führte, wo er sich mit Zoologie beschäftigte. Über Deutschland zurückgekehrt in seine Heimat, ließ er sich als Arzt in seiner Vaterstadt nieder, wo er auch Vorlesungen für Apothekerlehrlinge hielt.
Am 24. Januar 1826 berief man ihn per königlichen Beschluss zum außerordentlichen Professor der Zoologie an die Universität Leiden. Mit der Stelle war der Lehrauftrag für natürliche Geschichte, Anthropologie, Osteologie, Entomologie und vergleichende Anatomie. Hierzu hielt er am 29. April 1826 seine Einführungsrede de deligenti veritatis studio, praecipua naturae interpretis dote. Später wurden ihm noch die Fächer Mineralogie und Geologie aufgetragen. Nachdem er 1831 eine Berufung an die Universität Groningen ausgeschlagen hatte, ernannte man ihn am 7. September 1835 per königlichen Beschluss zum ordentlichen Professor der Naturkunde. Zudem beteiligte er sich auch an den organisatorischen Aufgaben der Leidener Hochschule und war 1842/43 Rektor der Alma Mater. 1858 wurde er Chefdirektor des Museums für Naturgeschichte in Leiden. Er war Mitglied zahlreicher Gelehrtengesellschaften seiner Zeit. So wäre seine 1859 Mitgliedschaft in der Bayerischen Akademie der Wissenschaften und 1832 erfolgte Mitgliedschaft am Institut sowie der 1851 gewandelten Königlich Niederländischen Akademie der Wissenschaften zu nennen. Zudem wurde er Ritter des Ordens vom niederländischen Löwen, Kommandeur des schwedischen Nordstern-Ordens und Träger des badischen Orden vom Zähringer Löwen.
Hoeven war verheiratet mit Anna van Stolk († 1841). Der Mediziner Jan van Hoeven war ein Sohn des Ehepaars.

## Rezeption
Van der Hoeven versuchte in seinem wichtigsten Werk, dem Handboek der dierkunde die gesamte Zoologie physiologisch zusammenzufassen und wissenschaftlich zu beschreiben.

## Schriften (Auswahl)
als Autor
- Handboek der dierkunde. Leiden 1827–33 (3 Bde., deutsch von Rudolf Leuckart. Voss, Leipzig 1847–56, 2 Bände.) (Deutsch, Band 1), (Nachträge und Berichtigungen zum 1. Band)
- Recherches sur l'histoire naturelle et l'anatomie des limaces. Leiden 1838.
- Redevoeringen en verhandelingen. Amsterdam 1846.
- Bijdragen tot de naturlijke geschiedenis van den Negerstam. Leiden 1842. (Digitalisat)
- Philosophia zoologica. Brill, Leiden 1864. (Digitalisat)

als Herausgeber
- Tijdschrift voor naturlijke Geschiedenis en Physiologie (zusammen mit Willem Hendrik de Vriese)